# Ustja (Hajssyn, Dorf)
Ustja (ukrainisch Устя; russisch Устье Ustje) ist ein Dorf im Südosten der ukrainischen Oblast Winnyzja mit etwa 2600 Einwohnern (2004).

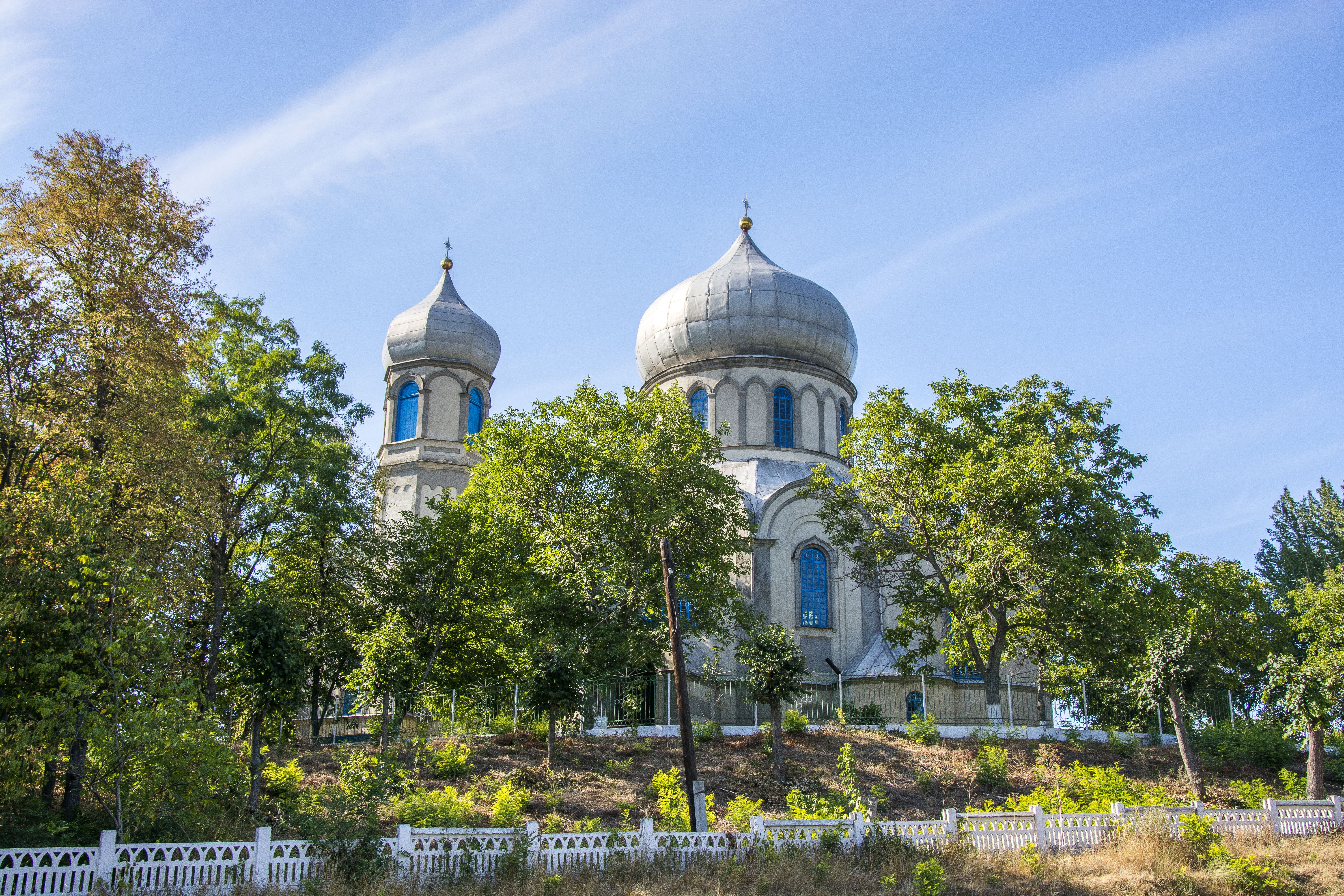
Kirche im Ort

Das im Jahr 1400 gegründete Dorf liegt im Rajon Berschad am Ufer der Dochna (Дохна), einem 74 km langen, rechten Nebenfluss des Südlichen Bugs, 10 km östlich vom ehemaligen Rajonzentrum Berschad und 160 km südöstlich vom Oblastzentrum Winnyzja. Die Ortschaft ist an das Schmalspurnetz Hajworon angeschlossen. Durch Ustja verläuft die Territorialstraße T–02–02.
Am 12. Juni 2020 wurde das Dorf ein Teil der neugegründeten Stadtgemeinde Berschad, bis dahin bildete es zusammen mit dem Dorf Luhowa (Лугова) sowie der Ansiedlung Ustja (Устя) die gleichnamige Landratsgemeinde Ustja (Устянська сільська рада/Ustjanska silska rada) im Osten des Rajons Berschad.
Am 17. Juli 2020 kam es im Zuge einer großen Rajonsreform zum Anschluss des Rajonsgebietes an den Rajon Hajssyn.

## Persönlichkeiten
- Mark Moissejewitsch Rosental (1906–1975), sowjetischer Philosoph und Hochschullehrer